# Pseudopolydora antennata
Pseudopolydora antennata (ursprüngliche Kombination Polydora antennata) ist ein Ringelwurm aus der Familie der Spionidae innerhalb der Klasse der Vielborster (Polychaeten).

## Merkmale
Der gelbliche Körper von Pseudopolydora antennata hat kein dunkles Pigment und erreicht eine Körperlänge von bis zu 3 cm bei einer Anzahl von 100 Segmenten.
Das vorn tief eingeschnittene Prostomium von Pseudopolydora antennata trägt zwei oder vier Augen, vorn eine kurze Mittelantenne und hinten einen knotigen Fortsatz (Karunkel), der bis zum 2., aber auch bis zum 6. Segment reichen kann, außerdem zwei lange Palpen. Am ersten Notopodium sitzen keine Borsten. Die wohl entwickelten Lappen hinter den Borsten der Notopodien sind fingerartig, die Lappen hinter den Borsten der Neuropodien kürzer und breit gerundet. Das fünfte borstentragende Segment hat vorn kapillarförmige Borsten und in zwei u-förmigen Reihen modifizierte Borsten: eine äußere Reihe mit 15 bis 30 dicken, Spatelförigen, nahe der Spitze konkaven Borten sowie eine innere Reihe mit 15 dicken und einzähnigen Borsten, die mehr zum Ende hin angeschwollen sind. Das 8. und die nachfolgenden Neuropodien tragen 20 bis 40 stark gebeugte Haken mit Haube, an deren Ende ein kleiner Zahn und etwas davor ein größerer Zahn sitzt. Kiemen sitzen am 7. und den darauf folgenden Segmenten. Am Pygidium ist rücken- und bauchseitig ein Trichter eingeschnitten.

## Verbreitung
Pseudopolydora antennata kommt in der Nordsee einschließlich der Wesermündung, im Skagerrak, Isefjord, Öresund bis zur Kieler Bucht, im östlichen Atlantischen Ozean, Mittelmeer und Schwarzen Meer, aber auch im Indopazifik vor. Sie lebt auf allen Typen von Substraten von der Uferzone bis in Wassertiefen von 80 m.

## Lebensraum und Lebensweise
Pseudopolydora antennata lebt in Schlick, Faulschlamm, sandigem Schlick, grobem Sand und Algenbewuchs von Felsen wie Rotalgen der Gattung Lithothamnium. Zumindest zeitweilig verträgt sie Wasser mit geringerem Salzgehalt. Der Ringelwurm gräbt im weichen Substrat senkrechte Gänge, die er mit Schleim auskleidet und die als kurze Röhrenstücke aus Schleim und Substratpartikeln über die Substratoberfläche hinausragen.

## Entwicklungszyklus
Pseudopolydora antennata ist getrenntgeschlechtlich. Die Gameten werden ins frei Wasser entlassen, wo die Befruchtung stattfindet. Es gibt eine längere Phase als Zooplankton, die mit dem Herabsinken auf den Meeresboden und der Metamorphose zum kriechenden Wurm endet. Im Öresund tauchen die drei schwimmenden Larven im Spätsommer und Herbst auf, im Gullmarfjord von Juli bis Anfang November. Bei einer Länge von 0,7 bis 0,83 mm haben die noch immer schwimmenden Larven 10 Segmente, einen unvollständigen Prototroch, einen vollständigen Telotroch und schwache Wimpern.